# Sao mạng
Sao mạng (danh pháp khoa học: Hopea reticulata) là một loài thực vật thuộc họ Dipterocarpaceae. Loài này có ở Thái Lan và Việt Nam.